# Melanochromis simulans
Melanochromis simulans е вид лъчеперка от семейство Цихлиди (Cichlidae).

## Разпространение
Видът е разпространен в Малави и Мозамбик.